# Спенсер (Вісконсин)
Спенсер (англ. Spencer) — селище (англ. village) в США, в окрузі Марафон штату Вісконсин. Населення — 1818 осіб (2020).

## Географія
Спенсер розташований за координатами 44°45′13″ пн. ш. 90°17′54″ зх. д. / 44.75361° пн. ш. 90.29833° зх. д. (44.753615, -90.298465).  За даними Бюро перепису населення США в 2010 році селище мало площу 5,20 км², з яких 5,19 км² — суходіл та 0,00 км² — водойми.

## Демографія
Згідно з переписом 2010 року, у селищі мешкало 1925 осіб у 816 домогосподарствах у складі 540 родин. Густота населення становила 370 осіб/км².  Було 875 помешкань (168/км²).
Расовий склад населення:
| - 97,4 % — білих - 0,4 % — корінних американців - 0,1 % — вихідців з тихоокеанських островів - 1,1 % — осіб інших рас |

До двох чи більше рас належало 1,1 %. Частка іспаномовних становила 2,0 % від усіх жителів.
За віковим діапазоном населення розподілялося таким чином: 24,7 % — особи молодші 18 років, 60,9 % — особи у віці 18—64 років, 14,4 % — особи у віці 65 років та старші. Медіана віку мешканця становила 38,1 року. На 100 осіб жіночої статі у селищі припадало 91,0 чоловіків;  на 100 жінок у віці від 18 років та старших — 89,2 чоловіків також старших 18 років.
Середній дохід на одне домашнє господарство  становив 63 673 долари США (медіана — 48 600), а середній дохід на одну сім'ю — 83 281 долар (медіана — 64 167). Медіана доходів становила 41 667 доларів для чоловіків та 37 305 доларів для жінок. За межею бідності перебувало 7,3 % осіб, у тому числі 9,2 % дітей у віці до 18 років та 7,2 % осіб у віці 65 років та старших.
Цивільне працевлаштоване населення становило 895 осіб. Основні галузі зайнятості: освіта, охорона здоров'я та соціальна допомога — 29,4 %, виробництво — 25,3 %, роздрібна торгівля — 11,4 %, будівництво — 7,7 %.